# 水上久
水上 久（みなかみ ひさし、1925年7月9日 - ）は、北海道小樽市出身の元アルペンスキー選手。

## 来歴
旧制小樽中学校 → 国鉄
1949年、第27回全日本スキー選手権大会のアルペンスキー成年新複合（滑降・回転）で優勝。翌年の同大会同種目では猪谷千春に次いで2位だったが、回転では猪谷を抑えて優勝している。
1952年オスロオリンピック代表に選出され、同オリンピックのアルペンスキー競技では、大回転で26位、滑降・回転では失格した。
引退後はプロに転向し、新潟県でインストラクターをつとめた。

## 参考資料
- 小川勝次「日本スキー発達史」朋文堂、1956年
- 菅原悦子「歴史ポケットスポーツ新聞冬季オリンピック」大空出版、2009年